# Ecuador en los Juegos Olímpicos de Tokio 2020
Ecuador estuvo representado en los Juegos Olímpicos de Tokio 2020 por un total de 48 deportistas, 30 mujeres y 18 hombres, que compitieron en 15 deportes. El responsable del equipo olímpico es el Comité Olímpico Ecuatoriano, así como las federaciones deportivas nacionales de cada deporte con participación.
Los portadores de la bandera en la ceremonia de apertura fueron el boxeador Julio Castillo y la halterófila Neisi Dajomes.

## Medallistas
El equipo olímpico ecuatoriano obtuvo las siguientes medallas:
| Nombre                              | Deporte          | Competición    |
| ----------------------------------- | ---------------- | -------------- |
| Oro                                 |                  |                |
| CARAPAZ MONTENEGRO, Richard Antonio | Ciclismo en ruta | Ruta Masculino |
| DAJOMES BARRERA, Neisi Patricia     | Halterofilia     | 76 Kg Femenino |
| Plata                               |                  |                |
| SALAZAR ARCE, Tamara Yajaira        | Halterofilia     | 87 Kg Femenino |
| Bronce                              |                  |                |
| —                                   |                  |                |

## Atletismo
Eventos de pista y carretera
Masculino

| Atleta             | Evento          | Eliminatoria | Eliminatoria | Semifinal | Semifinal | Final      | Final  |
| Atleta             | Evento          | Resultado    | Puesto       | Resultado | Puesto    | Resultado  | Puesto |
| ------------------ | --------------- | ------------ | ------------ | --------- | --------- | ---------- | ------ |
| David Hurtado      | 20 km marcha    | N/A          | N/A          | N/A       | N/A       | 1:24:31    | 19     |
| Jordy Jiménez      | 20 km marcha    | N/A          | N/A          | N/A       | N/A       | 1:27:52    | 35     |
| Brian Pintado      | 20 km marcha    | N/A          | N/A          | N/A       | N/A       | 1:22:54    | 12     |
| Jhonatan Amores    | 50 km masculino | N/A          | N/A          | N/A       | N/A       | 4:05:47    | 27     |
| Andrés Chocho      | 50 km masculino | N/A          | N/A          | N/A       | N/A       | 3:59:03 SB | 19     |
| Claudio Villanueva | 50 km masculino | N/A          | N/A          | N/A       | N/A       | 4:53:09    | 47     |

Femenino
| Athlete                                                                        | Event            | Preliminares | Preliminares | Ronda 1   | Ronda 1 | Semifinales | Semifinales | Final     | Final     |
| Athlete                                                                        | Event            | Resultado    | Puesto       | Resultado | Puesto  | Resultado   | Puesto      | Resultado | Puesto    |
| ------------------------------------------------------------------------------ | ---------------- | ------------ | ------------ | --------- | ------- | ----------- | ----------- | --------- | --------- |
| Ángela Tenorio                                                                 | 100 m            | EXENTA       | EXENTA       | 11.59     | 6       | No avanzó   | No avanzó   | No avanzó | No avanzó |
| Andrea Bonilla                                                                 | Maratón          | N/A          | N/A          | N/A       | N/A     | N/A         | N/A         | 2:43:30   | 60        |
| Rosa Chacha                                                                    | Maratón          | N/A          | N/A          | N/A       | N/A     | N/A         | N/A         | 2:36:44   | 41        |
| Karla Jaramillo                                                                | 20 km marcha     | N/A          | N/A          | N/A       | N/A     | N/A         | N/A         | 1:36:32   | 28        |
| Glenda Morejón                                                                 | 20 km marcha     | N/A          | N/A          | N/A       | N/A     | N/A         | N/A         | DNF       | -         |
| Paola Pérez                                                                    | 20 km marcha     | N/A          | N/A          | N/A       | N/A     | N/A         | N/A         | 1:31:26   | 9         |
| Yuliana Angulo Marizol Landázuri Gabriela Anahí Suárez Ángela Gabriela Tenorio | 4 × 100 m relevo | N/A          | N/A          | 43.69 NR  | 8       | N/A         | N/A         | No avanzó | No avanzó |

## Boxeo
| Atleta               | Evento                | Dieciséisavos de final                 | Octavos de final          | Cuartos de final   | Semifinales        | Final              | Final     |
| Atleta               | Evento                | Oponente Resultado                     | Oponente Resultado        | Oponente Resultado | Oponente Resultado | Oponente Resultado | Puesto    |
| -------------------- | --------------------- | -------------------------------------- | ------------------------- | ------------------ | ------------------ | ------------------ | --------- |
| Jean Carlos Caicedo  | Peso pluma masculino  | Butsenko (UKR) Victoria por puntos 3–2 | Takyi (GHA) Derrota 5-0   | No avanza          | No avanza          | No avanza          | No avanza |
| Julio César Castillo | Peso pesado masculino | EXENTO                                 | Ishaish (JOR) Derrota 4-0 | No avanza          | No avanza          | No avanza          | No avanza |
| María José Palacios  | Peso ligero femenino  | Seesondee (THA) Derrota 5-0            | No avanza                 | No avanza          | No avanza          | No avanza          | No avanza |
| Érika Pachito        | Peso mediano femenino |                                        | Gramane (MOZ) Derrota 4-1 | No avanza          | No avanza          | No avanza          | No avanza |

## Ciclismo

### Ruta
| Atleta           | Evento         | Tiempo  | Puesto         |
| ---------------- | -------------- | ------- | -------------- |
| Richard Carapaz  | Ruta masculino | 6:05.26 | Medalla de oro |
| Jhonatan Narváez | Ruta masculino | 6:15:38 | 47             |

- Nota: para la prueba de contrarreloj individual masculina se tenía prevista la participación de Jonathan Caicedo, sin embargo, el ciclista decidió ausentarse de los Juegos Olímpicos de Tokio 2020 por motivos personales.[3]

### BMX
| Atleta          | Evento               | Cuartos de final | Cuartos de final | Semifinales | Semifinales | Final     | Final     |
| Atleta          | Evento               | Puntos           | Puesto           | Puntos      | Puesto      | Resultado | Puesto    |
| --------------- | -------------------- | ---------------- | ---------------- | ----------- | ----------- | --------- | --------- |
| Alfredo Campo   | BMX racing masculino | 12               | 4 Clasif.        | 8           | 4 Clasif.   | 40.705    | 5         |
| Doménica Azuero | BMX racing femenino  | 13               | 5                | No avanzó   | No avanzó   | No avanzó | No avanzó |

## Golf
| Atleta          | Evento   | Ronda 1    | Ronda 2    | Ronda 3    | Ronda 4    | Total      | Total | Total  |
| Atleta          | Evento   | Puntuación | Puntuación | Puntuación | Puntuación | Puntuación | Par   | Puesto |
| --------------- | -------- | ---------- | ---------- | ---------- | ---------- | ---------- | ----- | ------ |
| Daniela Darquea | Femenino | 72         | 73         | 65         | 73         | 283        | -1    |        |

## Halterofilia
| Atleta            | Evento         | Arrancada | Arrancada   | Cargada y envión | Cargada y envión | Total       | Puesto           |
| Atleta            | Evento         | Resultado | Puesto      | Resultado        | Puesto           | Total       | Puesto           |
| ----------------- | -------------- | --------- | ----------- | ---------------- | ---------------- | ----------- | ---------------- |
| Alexandra Escobar | 59 kg femenino | 95        | No finalizó | No finalizó      | No finalizó      | No finalizó | No finalizó      |
| Angie Palacios    | 64 kg femenino | 104       | 2           | 122              | 7                | 226         | 6                |
| Neisi Dajomes     | 76 kg femenino | 118       | 1           | 145              | 1                | 263         | Medalla de oro   |
| Tamara Salazar    | 87 kg femenino | 113       | 3           | 150              | 1                | 263         | Medalla de plata |

## Hípica
| Atleta            | Caballo         | Evento     | Doma                | Doma   | Campo a través (cross-country) | Campo a través (cross-country) | Campo a través (cross-country) | Salto              | Salto        | Salto        | Salto     | Salto     | Salto     | Total               | Total  |
| Atleta            | Caballo         | Evento     | Doma                | Doma   | Campo a través (cross-country) | Campo a través (cross-country) | Campo a través (cross-country) | Primer salto       | Primer salto | Primer salto | Final     | Final     | Final     | Total               | Total  |
| Atleta            | Caballo         | Evento     | Puntos de sanciones | Puesto | Puntos de sanciones            | Total                          | Puesto                         | Punto de sanciones | Total        | Puesto       | Penalties | Total     | Puesto    | Puntos de sanciones | Puesto |
| ----------------- | --------------- | ---------- | ------------------- | ------ | ------------------------------ | ------------------------------ | ------------------------------ | ------------------ | ------------ | ------------ | --------- | --------- | --------- | ------------------- | ------ |
| Nicolas Wettstein | Altier d'Aurois | Individual | 40.90               | 56     | 48.40                          | 89.30                          | 45                             | 16.00              | 105.30       | 41           | No avanzó | No avanzó | No avanzó | 105.30              | 41     |

## Lucha
| Atleta         | Evento                        | Octavos de final   | Cuartos de final   | Semifinales        | Repechaje          | Final              | Final  |
| Atleta         | Evento                        | Oponente Resultado | Oponente Resultado | Oponente Resultado | Oponente Resultado | Oponente Resultado | Puesto |
| -------------- | ----------------------------- | ------------------ | ------------------ | ------------------ | ------------------ | ------------------ | ------ |
| Lucía Yépez    | Estilo libre - 50 kg femenino |                    |                    |                    |                    |                    |        |
| Luisa Valverde | Estilo libre - 53 kg femenino |                    |                    |                    |                    |                    |        |

## Natación
| Athlete          | Event                            | Eliminatorias | Eliminatorias | Semifinal | Semifinal | Final     | Final     |
| Athlete          | Event                            | Tiempo        | Puesto        | Tiempo    | Puesto    | Tiempo    | Puesto    |
| ---------------- | -------------------------------- | ------------- | ------------- | --------- | --------- | --------- | --------- |
| David Farinango  | Aguas abiertas - 10 km masculino | N/A           | N/A           | N/A       | N/A       | 1:53:09.8 | 15        |
| Tomas Peribonio  | Estilos - 200 m masculino        | 2:00.62       | 36            | No avanzó | No avanzó | No avanzó | No avanzó |
| Tomas Peribonio  | Estilos - 400 m masculino        | 4:18.73       | 24            | N/A       | N/A       | No avanzó | No avanzó |
| Samantha Arévalo | Aguas abiertas - 10 km femenino  | N/A           | N/A           | N/A       | N/A       | 2:01:30.6 | 11        |
| Anicka Delgado   | Libre - 50 m femenino            | 25.36         | 25            | No avanzó | No avanzó | No avanzó | No avanzó |
| Anicka Delgado   | Libre - 100 m femenino           | 55.56         | 31            | No avanzó | No avanzó | No avanzó | No avanzó |

## Pentatlón moderno
| Atleta          | Prueba              | Esgrima (épée one touch) | Esgrima (épée one touch) | Esgrima (épée one touch) | Esgrima (épée one touch) | Natación (200 m libres) | Natación (200 m libres) | Natación (200 m libres) | Ecuestre (salto ecuestre) | Ecuestre (salto ecuestre) | Ecuestre (salto ecuestre) | Tiro/carrera combinados (10 m pistola de aire) / (3200 m) | Tiro/carrera combinados (10 m pistola de aire) / (3200 m) | Tiro/carrera combinados (10 m pistola de aire) / (3200 m) | Puntuación total | Puesto final |
| Atleta          | Prueba              | RR                       | BR                       | Puesto                   | MP points                | Tiempo                  | Puesto                  | MP points               | Penalid.                  | Puesto                    | MP points                 | Tiempo                                                    | Puesto                                                    | MP Points                                                 | Puntuación total | Puesto final |
| --------------- | ------------------- | ------------------------ | ------------------------ | ------------------------ | ------------------------ | ----------------------- | ----------------------- | ----------------------- | ------------------------- | ------------------------- | ------------------------- | --------------------------------------------------------- | --------------------------------------------------------- | --------------------------------------------------------- | ---------------- | ------------ |
| Marcela Cuaspud | Individual femenino | 4-31                     | 0                        | 36                       | 124                      | 2:27.91                 | 35                      | 255                     | Eliminada                 | Eliminada                 | Eliminada                 | 13:39.94                                                  | 33                                                        | 481                                                       | 860              | 35           |

## Surf
| Atleta      | Evento   | Ronda 1 | Ronda 1 | Ronda 2 | Ronda 2 | Ronda 3            | Cuartos de final   | Semifinal          | Final              | Final     |
| Atleta      | Evento   | Puntos  | Puesto  | Puntos  | Puesto  | Oponente Resultado | Oponente Resultado | Oponente Resultado | Oponente Resultado | Puesto    |
| ----------- | -------- | ------- | ------- | ------- | ------- | ------------------ | ------------------ | ------------------ | ------------------ | --------- |
| Mimi Barona | Femenino | 7.66    | 3       | 8.87    | 5       | No avanzó          | No avanzó          | No avanzó          | No avanzó          | No avanzó |

## Tenis de mesa
| Atleta       | Evento               | Preliminares       | Ronda 1                 | Ronda 2            | Ronda 3            | Octavos de final   | Cuartos de final   | Semifinales        | Final              | Final     |
| Atleta       | Evento               | Oponente Resultado | Oponente Resultado      | Oponente Resultado | Oponente Resultado | Oponente Resultado | Oponente Resultado | Oponente Resultado | Oponente Resultado | Puesto    |
| ------------ | -------------------- | ------------------ | ----------------------- | ------------------ | ------------------ | ------------------ | ------------------ | ------------------ | ------------------ | --------- |
| Alberto Miño | Individual masculino | EXENTO             | Kumar (USA) Derrota 2–4 | No avanzó          | No avanzó          | No avanzó          | No avanzó          | No avanzó          | No avanzó          | No avanzó |

## Tiro
| Atleta            | Evento                            | Clasificatoria | Clasificatoria | Final     | Final     |
| Atleta            | Evento                            | Puntos         | Puesto         | Puntos    | Puesto    |
| ----------------- | --------------------------------- | -------------- | -------------- | --------- | --------- |
| Diana Durango     | 10 m pistola aire compr. femenino | 559            | 45             | No avanzó | No avanzó |
| Diana Durango     | 25 m pistola femenino             | 569            | 38             | No avanzó | No avanzó |
| Andrea Pérez Peña | 10 m pistola aire compr. femenino | 565            | 36             | No avanzó | No avanzó |
| Andrea Pérez Peña | 25 m pistola femenino             | 582            | 13             | No avanzó | No avanzó |

## Tiro con arco
| Athlete          | Event               | Ronda      | Ronda           | Treintaidosavos de final   | Dieciseisavos de final | Octavos de final   | Cuartos de final   | Semifinales        | Final / BM         | Final / BM |
| Athlete          | Event               | Puntuación | Cabeza de serie | Oponente Resultado         | Oponente Resultado     | Oponente Resultado | Oponente Resultado | Oponente Resultado | Oponente Resultado | Puesto     |
| ---------------- | ------------------- | ---------- | --------------- | -------------------------- | ---------------------- | ------------------ | ------------------ | ------------------ | ------------------ | ---------- |
| Adriana Espinosa | Individual femenino | 606        | 62              | Kang C-y (KOR) Derrota 0–6 | No avanzó              | No avanzó          | No avanzó          | No avanzó          | No avanzó          | No avanzó  |

## Triatlón
| Athlete         | Event               | Nadar (1.5 km) | Transición 1 | Bicicleta (40 km)                           | Transición 2                                | Carrera (10 km)                             | Tiempo total                                | Puesto                                      |
| --------------- | ------------------- | -------------- | ------------ | ------------------------------------------- | ------------------------------------------- | ------------------------------------------- | ------------------------------------------- | ------------------------------------------- |
| Elizabeth Bravo | Individual femenino | 20:15          | 0:42         | Una vuelta de retraso - fuera de la carrera | Una vuelta de retraso - fuera de la carrera | Una vuelta de retraso - fuera de la carrera | Una vuelta de retraso - fuera de la carrera | Una vuelta de retraso - fuera de la carrera |

## Yudo
| Atleta           | Evento          | Dieciseisavos de final             | Octavos de final   | Cuartos de final   | Semifinales        | Repechaje          | Final              | Final     |
| Atleta           | Evento          | Oponente Resultado                 | Oponente Resultado | Oponente Resultado | Oponente Resultado | Oponente Resultado | Oponente Resultado | Puesto    |
| ---------------- | --------------- | ---------------------------------- | ------------------ | ------------------ | ------------------ | ------------------ | ------------------ | --------- |
| Lenin Preciado   | 60 kg masculino | Gerchev (BUL) Derrota 003–100      | No avanzó          | No avanzó          | No avanzó          | No avanzó          | No avanzó          | No avanzó |
| Estefania Garcia | 63 kg femenino  | Ozdoba-Błach (POL) Derrota 000–100 | No avanzó          | No avanzó          | No avanzó          | No avanzó          | No avanzó          | No avanzó |
| Vanessa Chala    | 78 kg femenino  | Turchyn (UKR) Derrota 00–10        | No avanzó          | No avanzó          | No avanzó          | No avanzó          | No avanzó          | No avanzó |